# Петрусевич, Николай Григорьевич
Николай Григорьевич Петрусевич (? — 23 декабря 1880 (4 января 1881) — русский генерал-майор, участник Среднеазиатских походов.

## Биография
Происходил из дворян, службу свою начал артиллерийским офицером 16 июня 1856 г.; в 1863 г. получил орден св. Станислава 3-й степени с мечами и бантом, 9 января 1873 г. был произведён в полковники. Последние десять с лишком лет своей жизни он почти все провел на Кавказе — в Кубанской области, занимая место сперва начальника Эльбрусского округа, а потом Баталпашинского уездного начальника (ныне город Черкесск, столица Карачаево-Черкесской республики). В начале 1870-х годов Петрусевич был назначен начальником экспедиции для исследования реки Аму-Дарьи, в 1879 г. был сделан начальником Закаспийского военного отдела и поселился в Красноводске, оставаясь в то же время помощником M. Д. Скобелева; в 1880 г., числясь по полевой пешей артиллерии, состоял в распоряжении Е. И. В. Главнокомандующего Кавказской армией.
Произведённый в марте 1880 года в генерал-майоры, он принял в конце того же года участие в экспедиции против ахал-текинцев. Скобелев поручил ему производство рекогносцировок местности впереди Геок-Тепе; Петрусевич произвёл их с боем 21, 22 и 23 декабря 1880 г. и во время последней был убит в бою за укрепление Джулы-Кала. Впоследствии это укрепления стало носить его имя — «Сад Петрусевича».
Человек очень умный, горячо преданный своему делу, Петрусевич проявил во время службы своей на Кавказе такую заботливость о местном населении и такое гуманное отношение к нему, что, несмотря на довольно большой промежуток времени, протекший со времени его ухода оттуда, симпатии народонаселения к нему были настолько крепки, что после известия о его смерти к начальнику области поступили просьбы от карачаевцев похоронить его на принадлежащих им землях, причём расходы на перевозку тела из Закаспийского края и устройство памятника они принимали на себя. Начальник края Н. Н. Кармалин посоветовал им похоронить Петрусевича в Баталпашинске.
Отличаясь безукоризненной честностью, Петрусевич строго охранял интересы казны и нажил себе немало врагов. Помимо своей служебной деятельности, он находил время заниматься научными исследованиями. Так, например, им были исследованы северо-восточные провинции Хоросана, смежные с ахал-текинским оазисом, что после взятия Геок-Тепе получило большое значение; под его же руководством произведена была нивелировка Узбоя, то есть древнего русла Аму-Дарьи, причём выяснилось, что направление Аму-Дарьи в Каспийское море встречает сильное препятствие в громадной впадине, находящейся между Каспийским и Аральским морями и лежащей значительно ниже Каспия. Свои ученые труды Николай Григорьевич печатал в «Записках Кавказского отдела Императорского Русского географического общества».
Доктор Щербак в своих мемуарах об Ахал-текинской экспедиции оставил следующее описание Петрусевича: «Широкий открытый лоб, длинная русая борода и умные голубые глаза производили с первого раза впечатление симпатичного лица; но тонкая усмешка, по временам скользившая с полуоткрытых губ и пытливый взгляд, который генерал неожиданно устремлял на говорящего, навевали ощущение какого-то холода, ещё более усиливающегося сухими, лаконическими ответами и вопросами его. Несмотря на сильную жару, Петрусевич был в суконном, наглухо застегнутом сюртуке и, казалось, не чувствовал тяжелой духоты. Заваленный разными депешами и бумагами и окруженный посетителями, он как то успевал выслушивать доклады, делая на них замечания, и в то же время быстро писал или, оставляя перо, принимался за депеши, отдавая словесные приказания».